# Cimbres
Les Cimbres (latin : Cimbri) sont un peuple soit celte, soit germanique, originaire du Jutland au Danemark.
Ils ont menacé Rome à la fin du IIe siècle av. J.-C. et ont finalement été vaincus à l'issue de la guerre des Cimbres.

## Origine

### Nom
On a avancé que Cimbri, comme le gallois cymry, dérivait du celtique commun *kom- « avec » brogos « patrie » soit « compatriote ». C'est phonétiquement impossible à cette époque. Le nom des Cimbres s'explique par le radical celtique *kim- qui connote le pillage, le fait de prendre des garants, etc., (Irish : RIA Dictionnary, s.vv. cim « tribut », cimmid « prisonnier, butin », NP irlandais Cimbaeth, etc. Ce nom celtique n'est pas incompatible avec le caractère germanique des Cimbres. Il révèle des rapports culturels et politiques (voir la carte des territoires parcourus).
Le nom des Cimbres et des Teutons est retranscrit sans exception cimbri teutonique en latin par les auteurs romains. On s'attendrait donc plutôt à une forme latinisée comme chimbri theudonique, car la première mutation consonantique (germanique) avait déjà eu lieu dans la région vers 120 av. J.-C.. En effet, il est généralement admis que seul le Ch- latin sert à reproduire le H- du germanique [x], mais cette notation avec C- est peut-être le fait des interprètes de langue celtique. De la même manière, le T- initial de Teutones devrait être noté par le digramme th en latin qui rend compte de la consonne fricative dentale voisée [ð] ou la consonne fricative dentale sourde [θ]. En outre, la diphtongue [ɔɪ̯] du nom des Teutons est un archaïsme, car elle apparaît sous la forme évoluée [iu̯] dans les textes et les inscriptions germaniques les plus anciennes. Peut-être faut-il y voir également un intermédiaire celtique qui expliquerait pourquoi le germanique *Þeuðanōz est devenu Teutones en latin.
Ces observations, ainsi que d'autres, ont cependant conduit certains spécialistes à considérer la langue des Cimbres et des Teutons comme pré-germanique et non pas proto-germanique.

### Langue
Les Cimbres semblent avoir parlé une langue gauloise, les noms des rois cimbres (e.g. Boiorix « Roi-Frappeur », Gaesorix « Roi-Lancier », et Lugius « Lugus ») sont gaulois, et Pline l'Ancien mentionne que la Mer du Nord était appelée morimarusam dans leur langue, un nom gaulois composé de mori (« mer ») et maruos (« mort ») soit « mer morte ».

### Géographie
On estime qu'ils étaient de 60 000 à 80 000 et qu'ils proviendraient de centaines de villages dispersés du Jutland.
- Le Himmerland[10] pourrait être leur région d'origine. Cependant, cela ne correspond pas à la description de leur région d'origine faite par les auteurs romains.
- Le sacrifice de nombreuses femmes lors de leur défaite face à Rome en 102 av. J.-C. rappelle le sacrifice germanique du Blót et la femme de Haraldskær.
- Les annales royales franques désignent comme tribu originelle une tribu appelée Sicambri.
- Leurs rois, durant leurs tribulations, portaient les noms de Boiorix, de Gaesorix et de Lugius, d'origine celte, noms dont l'élément rix signifie « riche », « puissant » ou « roi » (cf. Vercingétorix), et est un proche parent du latin rex, regis.

## Guerre des Cimbres
On parle de guerre des Cimbres, ou de guerre des Cimbres et des Teutons, pour désigner un ensemble de grandes batailles qui opposent l'armée de la République romaine à des groupes de populations nordiques germano-celtes, originaires du Jutland, au IIe siècle av. J.-C.

## Disparition des Cimbres

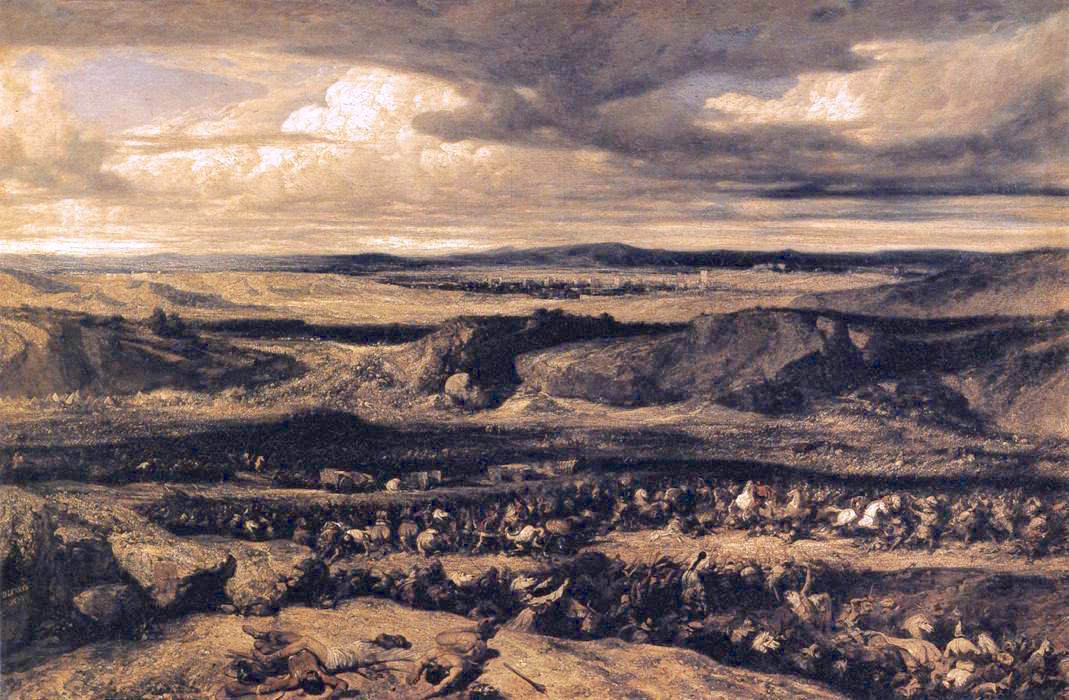
Alexandre-Gabriel Decamps 1833.

En 101 av. J.-C., 65 000 guerriers cimbres arrivent en Italie et se retrouvent face à 10 légions romaines dirigées par Marius, le vainqueur des Teutons. Les troupes cimbres sont vaincues à la bataille de Verceil, leur roi Boiorix y meurt ainsi que le guerrier roi géant Theutobocus ; selon la rumeur les derniers survivants (femmes et enfants inclus) se suicident plutôt que de devenir esclaves,. En réalité (voir rubrique « Interprétation » de l'article guerre des Cimbres), Rome récoltera de cette victoire plus d'esclaves qu'il ne lui en faut ; on parle de 140 000 dans certains ouvrages, mais ce sont des chiffres invérifiables, ce qui laisseraient penser qu'il y a amalgame entre plusieurs tribus (au-delà de la simple exagération à des fins de propagande). Cette masse de main-d'œuvre sera de toute façon l'un des facteurs explicatifs de nombreux troubles et révoltes serviles, dont la plus connue sera celle menée par le légendaire Spartacus.
Quelques villages du nord-est de l'Italie sur les hauts plateaux du Cansiglio, dans les contreforts des Dolomites — entre Vicence et Pordenone, sur les collines et hauts-plateaux d'Asiago, Folgaria, Piancavallo, Montello — sont connus pour leur peuplement — encore actuellement — de Cimbres réputés roux. Mais il s'agirait en fait d'une appellation remontant au XVe siècle des Vénitiens férus de culture romaine pour désigner des peuplades descendues de Bavière pour peupler ces régions montagneuses laissées vides et dévastées par les grandes épidémies de peste noire. De même, lors de leur descente vers le sud, les guerriers (6 000) chargés de la protection des bagages furent laissés stationnés aux alentours de Namur, en Belgique, et engendrèrent la tribu des Atuatuques.